# چوی هیون ووک
چوی هیون ووک (کره‌ای: 최현욱؛ زادهٔ ۳۰ ژانویه ۲۰۰۲) بازیگر اهل کره جنوبی است. او در سال ۲۰۱۹، با بازی در وب درامای واقعی: زمان: عشق به عنوان نقش اصلی، حرفهٔ بازیگری خود را آغاز کرد. نقش‌های او در مجموعه‌های تلویزیونی شبکه اس‌بی‌اس، راننده تاکسی و پسران راکتی، برای او جایزه بهترین بازیگر تازه‌کار مرد در جوایز درامای اس‌بی‌اس به ارمغان آورد. او به خاطر ایفای نقش در مجموعه‌های تلویزیونی [[بیست یک وبیست و پنج ساله، قهرمان ضعیف کلاس ۱، دی.پی. ۲ و هندوانه چشمک زن به شهرت رسید.

## فیلم‌شناسی

### مجموعه تلویزیونی
| سال  | عنوان                | نقش                 | توضیحات         | منابع |
| ---- | -------------------- | ------------------- | --------------- | ----- |
| ۲۰۲۱ | راننده تاکسی         | پارک سونگ ته        | مهمان؛ قسمت ۳–۴ | [ ۲ ] |
| ۲۰۲۱ | پسران راکتی          | نا وو چان           |                 | [ ۳ ] |
| ۲۰۲۱ | جیریسان              | جوانی لیم چول کیونگ | مهمان؛ قسمت ۶   | [ ۴ ] |
| ۲۰۲۲ | بیست و پنج بیست و یک | مون جی وونگ         |                 | [ ۵ ] |
| ۲۰۲۳ | هندوانه چشمک زن      | ها یی چان           |                 | [ ۶ ] |
| ۲۰۲۵ | دشمن عزیز من         | بان جو یون          |                 | [ ۷ ] |

### مجموعه اینترنتی
| سال       | عنوان              | نقش        | توضیحات | منابع  |
| --------- | ------------------ | ---------- | ------- | ------ |
| ۲۰۱۹–۲۰۲۰ | واقعی: زمان: عشق   | مون یه چان | فصل ۱–۴ | [ ۸ ]  |
| ۲۰۲۰      | پاپ اوت بوی!       | نو یه جون  |         | [ ۹ ]  |
| ۲۰۲۲      | قهرمان ضعیف کلاس ۱ | آن سو هو   |         | [ ۱۰ ] |
| ۲۰۲۳      | دی.پی.             | شین آه هی  | فصل ۲   | [ ۱۱ ] |
| ۲۰۲۳      | های کوکی           | سو هو سو   |         | [ ۱۲ ] |

### حضور در موزیک ویدئو
| سال  | نام آهنگ | آرتیست  | منابع  |
| ---- | -------- | ------- | ------ |
| ۲۰۲۲ | «دیتو»   | نیوجینز | [ ۱۳ ] |

## جوایز و نامزدی‌ها
| مراسم جوایز                 | سال  | دسته                                 | نامزد / اثر                      | نتیجه    | منابع  |
| --------------------------- | ---- | ------------------------------------ | -------------------------------- | -------- | ------ |
| جوایز ستارگان ای‌پی‌ای‌ان      | ۲۰۲۲ | بهترین بازیگر تازه‌کار مرد            | پسران راکتی بیست و پنج بیست و یک | نامزدشده | [ ۱۴ ] |
| جوایز محتوای آسیا           | ۲۰۲۲ | تازه‌کار – بازیگر مرد                 | بیست و پنج بیست و یک             | نامزدشده | [ ۱۵ ] |
| جوایز هنری بکسانگ           | ۲۰۲۲ | بهترین بازیگر تازه‌کار مرد – تلویزیون | بیست و پنج بیست و یک             | نامزدشده | [ ۱۶ ] |
| جایزه وفاداری مشتری با برند | ۲۰۲۲ | بهترین بازیگر مرد تازه‌کار            | چوی هیون ووک                     | برنده    | [ ۱۷ ] |
| جوایز درامای اس‌بی‌اس         | ۲۰۲۱ | بهترین بازیگر تازه‌کار مرد            | پسران راکتی راننده تاکسی         | برنده    | [ ۱۸ ] |